# 松田琉冬
松田 琉冬（まつだ りゅうと、2002年2月15日 - ）は、日本のタレント、アーティストである。
東京都出身。
2014年からEBiDANのMAGiC BOYZ及びHONG￥O.JPのメンバーとして活動していたが、2019年4月に解散。
タレント活動の他、ヒップホップ分野を得意とし、作詞作曲を手掛けるアーティストである。
2020年3月にスターダストプロモーションを退所し、フリーランスとしての活動に移行した。
井上東万とRYUTOMAを結成し2023年10月に1st Singleを配信開始。
2024年4月、大学卒業後社会人となるが、音楽活動は継続すると発表。

## 人物
- 好きな食べ物は、チョコレート[2]、肉[3]。
- 嫌いな食べ物は、かぼちゃ[3]、チーズ。
- 趣味は、ゲーム[3]。
- 特技は、空手（有段者）[2]、水泳。
- 好きな物は、ラップ、DJ (ヒップホップ)、EDM、読書[2]。
- 得意科目は、現代文[4]。
- 苦手科目は、数学[4]。
- ラッパーとしての軽快なフロウと抜群のリズム感を持ち、経験に裏打ちされた絵空事じゃないリアルで魅力的なリリックを構成する能力を有する[5]。

## 出演
EBiDANとしての出演はEBiDAN#出演を、MAGiC BOYZとしての出演はMAGiC BOYZ#出演を、HONG￥O.JPとしての活動はHONG￥O.JPを参照。

### 主な出演イベント
2019年
- 8月3日 - 超合法東京 -in Glad & LOUNGE NEO[6]

- 8月30日 - 00motion vol.01[7]

- 10月10日 - 00motionRadio vol.2 ,00motionNight vol.1[8]

- 10月20日 - サウンドエキスポ[9]

- 11月14日 - 00motionRadio vol.03 ,00motionNight vol.02[10]

2020年
- 2月20日 - 00motionNight vol.04[11]

- 3月19日 - 00motionNight vol.05[12]

- 9月2日 - VIRGO in EBISU BATICA[13]

- 10月24日 - TOKiO BOY Release Party[14]

- 12月19日 - 00motion Collective[15]

2021年
- 5月7日 - InterFM897 Mint Juice Radio[16]

- 7月25日 - nagomu tamaki×亜舞琴美『Dayflower / Watch!』Release Party[17]

- 12月2日 - Pisces[18]

- 12月30日 - Eeny[19]

2022年
- 9月24日 - G.O.A.T. Rerease Event-,-VIKIN,MARIN,KANAE-G,Birthday Bash- [20]

- 12月27日 - Noodles Fes. Vol.04 -Xmas & Year-end party Special - @Circus Tokyo[21]

- 12月30日 - JUICE BAR ROCKET EENY[22]

2023年
- 2月18日 - 松田琉冬21th BIRTHDAY PARTY[23]

- 9月23日 - 'VIKIN,MARIN Birthday Bash!!' COLDPRESSED JAM![24]

2024年
- 3月16日 - RYUTO MATSUDA 22nd BIRTHDAYPARTY[25]

- 3月31日 - AtoA Manchuka collaboration[26]

### ミュージック・ビデオ
- VIKN- Runnin Gun Feat Jinmenusagi [27]

- Reita & 松田琉冬 - KiCK OFF［Official Music Video］ [28]

## ディスコグラフィー
- MAGiC BOYZ時代の作品はMAGiC BOYZ#ディスコグラフィに記載。

### シングル
- COMICAL MURDER(2019年8月12日)[29]

- Yackle14th Single 薄荷(feat.RYUTO) (2020年3月4日)[30]

- 1st Single『RUN』(2021年2月15日)[31]（紹介文：焦燥と葛藤がにじむリリックは、アップテンポなトラックと共に駆け抜けていく。ここから立ち上がりたいというときに、添えたい1曲だ。[5]）

- 2nd Single『TOKiO GiRL』(2021年8月11日)[32]

- 3rd Single『KiCK OFF by Reita & 松田琉冬』(2023年8月18日)[33]

- RYUTOMA結成1st Single『BiRiBiRi!!』(2023年10月14日)[34]

- RYUTOMA2nd Single『NEW WORLD』(2024年2月14日)[35]

### EP
- 1stEP TOKiO BOY(2020年4月21日)[36]

### アルバム
- Yackle 2nd Album 2020 (2020年4月22日)[37]

- 00motion Compilation, Vol. 01 (2020年7月29日)[38]

- 00motion Compilation, Vol. 02 (2020年12月09日)[39]

- 00motion Compilation, Vol. 03 (2021年8月04日)[40]

- 00motion Compilation, Vol. 04 (2022年2月02日)[41]